# Todd Haynes

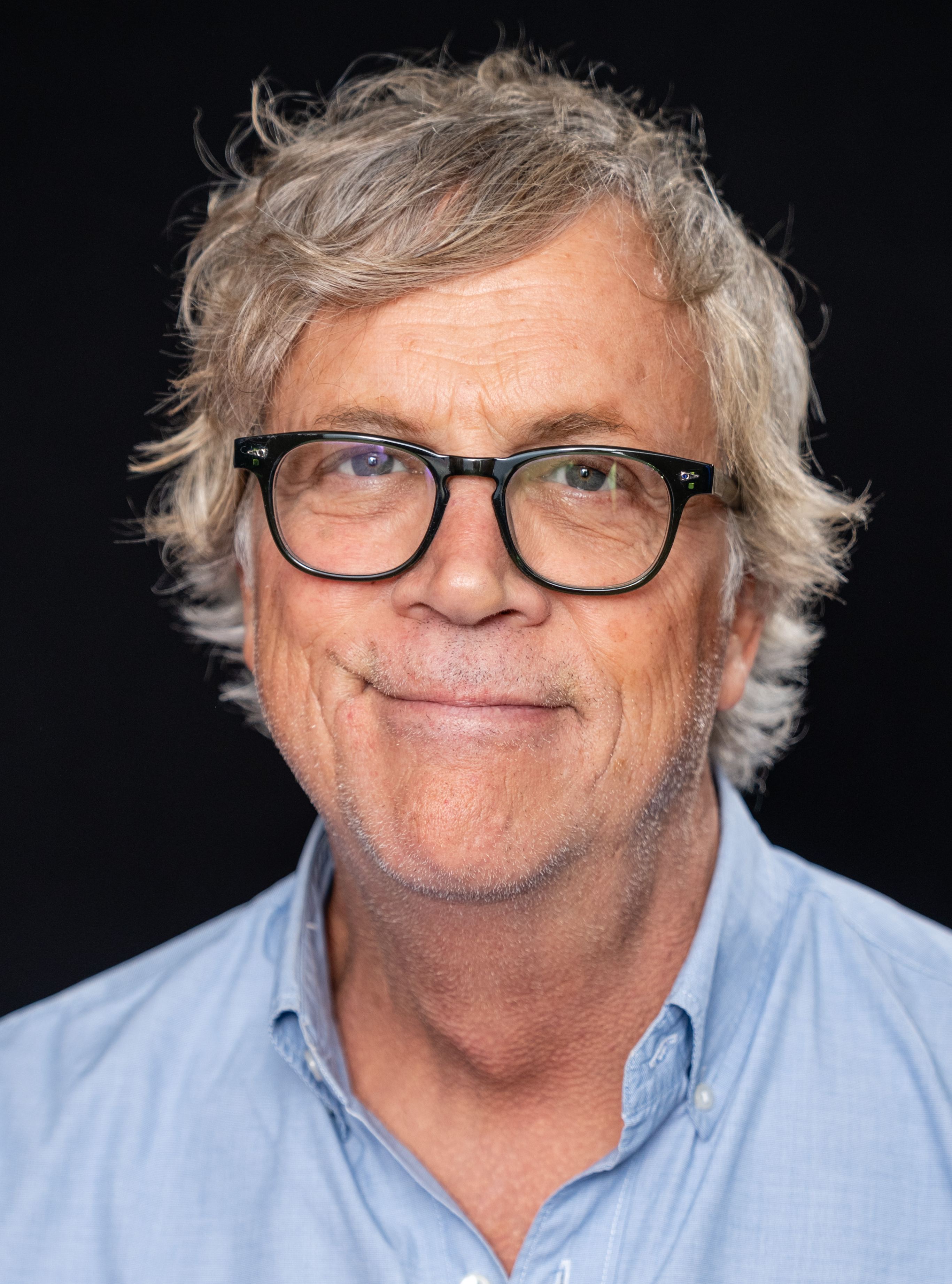
Todd Haynes (2023)

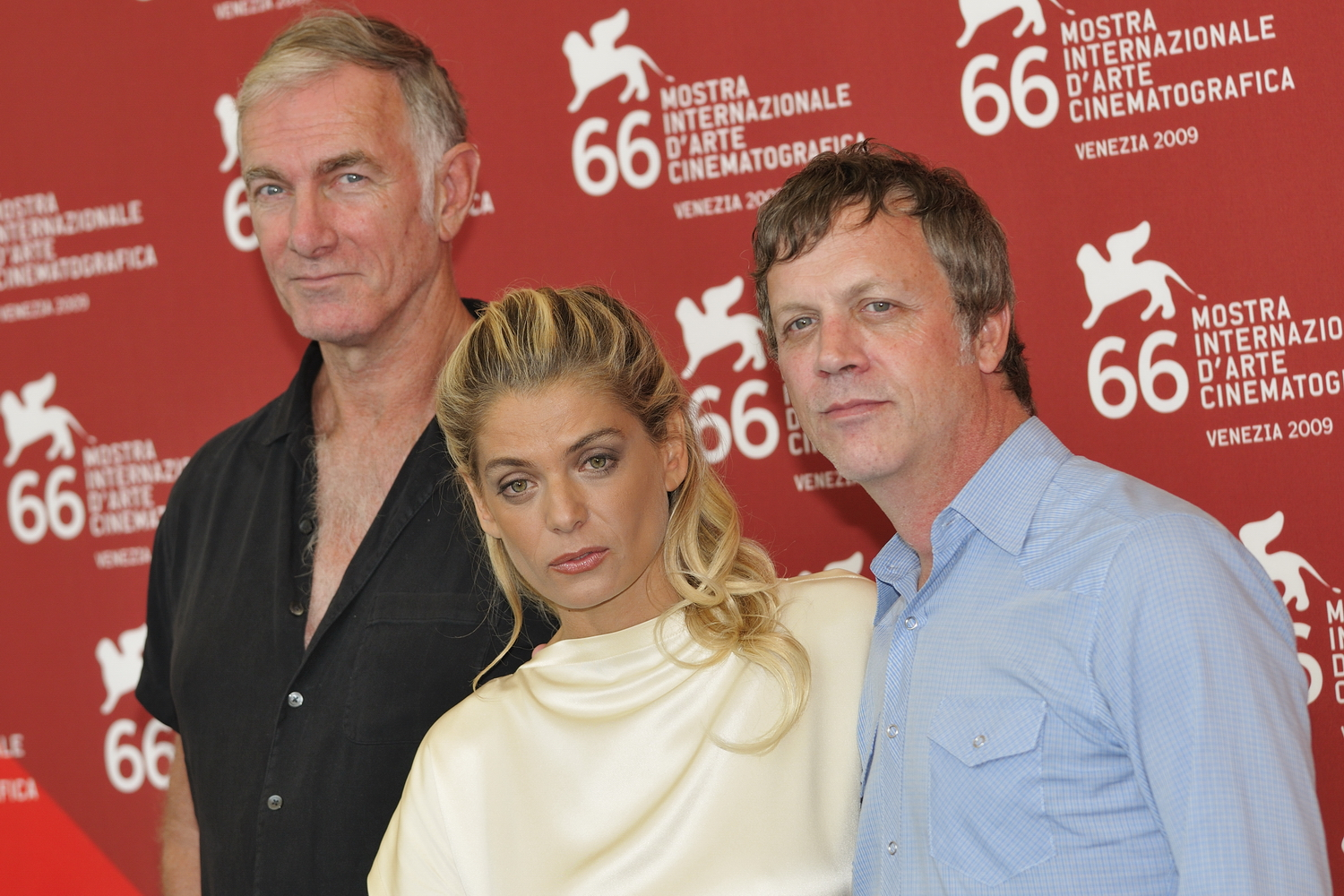
Haynes (rechts) mit John Sayles und Angela Ismailos bei den Filmfestspielen von Venedig 2009

Todd Haynes (* 2. Januar 1961 in Los Angeles) ist ein US-amerikanischer Regisseur, Drehbuchautor und Produzent.

## Leben
Todd Haynes drehte bereits in früher Kindheit Amateurfilme. Er studierte Kunst und Semiotik an der Brown University und ging nach seinem Abschluss nach New York. Dort drehte er den sehr kontroversen Kurzfilm Superstar: The Karen Carpenter Story, der mithilfe von Barbiepuppen das tragische Leben der Popsängerin Karen Carpenter darstellte und eine gerichtliche Auseinandersetzung mit Karens Bruder Richard nach sich zog.
Sein erster Langfilm Poison brachte ihm 1991 den Großen Preis der Jury beim Sundance Film Festival ein und machte ihn zu einem wichtigen Wegbereiter des New Queer Cinema. Bis 2007 arbeitete bei seinen Filmproduktionen mit dem Filmeditor James Lyons zusammen, der 2007 starb. 2015 und 2017 kooperierte er mit Affonso Gonçalves.
Mit der fiktiven Bob-Dylan-Biografie I’m Not There gewann er 2007 den Großen Preis der Jury der 64. Filmfestspiele von Venedig, während Darstellerin Cate Blanchett mit der Coppa Volpi geehrt wurde. Fünf Jahre zuvor hatte Haynes bereits Julianne Moore mit Dem Himmel so fern (2002) zum Darstellerpreis von Venedig verholfen. Er selbst gewann 2003 für diesen Film den Chlotrudis Award für die Beste Regie.
2011 wurde er in die Wettbewerbsjury der 68. Internationalen Filmfestspiele von Venedig berufen. Im selben Jahr drehte er die fünfteilige Fernsehserie Mildred Pierce mit Kate Winslet nach dem Roman von James M. Cain.
Im April 2014 drehte er mit Carol eine Verfilmung des Romans Salz und sein Preis von Patricia Highsmith. Der Film, in dem Cate Blanchett und Rooney Mara ein lesbisches Paar im New York der 1950er Jahre verkörpern, lief im Wettbewerb der Filmfestspiele von Cannes 2015 und brachte Mara den Darstellerpreis ein. Regisseur Haynes erhielt für Carol den Preis der Frankfurter Buchmesse für die beste internationale Literaturverfilmung 2015.
2017 wurde Haynes mit Wonderstruck erneut in den Wettbewerb des 70. Filmfestivals von Cannes eingeladen. Dabei handelt es sich um eine gleichnamige Kinderbuchverfilmung nach Brian Selznick (dt. Buchtitel: Wunderlicht). Erzählt wird die Geschichte zweier tauber Kinder (dargestellt von Oakes Fegley und Millicent Simmonds) in den USA der Jahre 1927 bzw. 1977, die jeweils nach einem ihnen unbekannten Elternteil suchen. Im selben Jahr wurde ihm der Ehrenleopard des Locarno Festivals zuerkannt. Der Film wurde auch auf der B3 Biennale des bewegten Bildes 2017 gezeigt.
2019 inszenierte Haynes mit Vergiftete Wahrheit einen von den meisten Kritikern positiv besprochenes Filmdrama über die jahrzehntelange juristische Auseinandersetzung zwischen dem Anwalt Robert Bilott (gespielt von Mark Ruffalo) und dem Chemiekonzern DuPont, der durch eine Vergiftung des Grundwassers für viele Todesfälle verantwortlich war. 2021 folgte mit The Velvet Underground sein Dokumentarfilm über die Rockgruppe The Velvet Underground. Für seinen neunten Spielfilm May December erhielt er erneut eine Einladung in den Wettbewerb von Cannes. Im selben Jahr wurde Todd Haynes am Zurich Film Festival der A Tribute to...-Award, die höchste Auszeichnung des Festivals für einen Regisseur, verliehen.
Im November 2024 wurde Haynes zum Jurypräsidenten der Berlinale 2025 ernannt. Im Rahmen der Verleihung der 39. Teddy Awards 2025 wurde ihm der Special Teddy Award für sein Lebenswerk zuerkannt.

## Filmografie

### Schauspieler
- 1989: He Was Once
- 1992: Swoon

### Regisseur
- 1985: Assassins: A Film Concerning Rimbaud
- 1987: Superstar: The Karen Carpenter Story
- 1991: Poison
- 1993: Dottie Gets Spanked
- 1995: Safe
- 1998: Velvet Goldmine
- 2002: Dem Himmel so fern (Far from Heaven)
- 2007: I’m Not There
- 2011: Mildred Pierce (Miniserie)
- 2015: Carol
- 2017: Wonderstruck
- 2019: Vergiftete Wahrheit (Dark Waters)
- 2021: The Velvet Underground (Dokumentarfilm)
- 2023: May December

### Drehbuchautor
- 1985: Assassins: A Film Concerning Rimbaud
- 1987: Superstar: The Karen Carpenter Story
- 1991: Poison
- 1995: Safe
- 1997: Office Killer
- 1998: Velvet Goldmine
- 2002: Dem Himmel so fern (Far from Heaven)
- 2011: Mildred Pierce (Miniserie)
- 2021: The Velvet Underground

### Produzent
- 1987: Superstar: The Karen Carpenter Story
- 1989: La Divina
- 1989: He Was Once
- 2005: Quinceañera
- 2005: Old Joy

## Auszeichnungen
- 2023: A Tribute to... Award des Zurich Film Festivals[10]
- 2025: Special Teddy Award der  39. Teddy Awards 2025, Berlin

## Belege
1. ↑  Superstar: Todd Haynes's banned Karen Carpenter movie is visionary. 11. August 2016, abgerufen am 4. Dezember 2022 (englisch).
2. ↑  Daryl Chin: New Queer Cinema. (PDF) In: GLBTQ Archive. 2002, abgerufen am 6. Oktober 2016.
3. ↑  Buchmesse zeichnet "Carol" als besten Literaturfilm aus, Deutschlandradio Kultur vom 14. Oktober 2015
4. ↑  Profil bei festival-cannes.com (abgerufen am 19. Mai 2017).
5. ↑  Pilarczyk, Hannah: Cannes-Tagebuch 1: Noch mal mit Gefühl bei spiegel.de, 18. Mai 2017 (abgerufen am 19. Mai 2017).
6. ↑  Pardo d’onore Manor for Todd Haynes (Seite nicht mehr abrufbar, festgestellt im Mai 2024. Suche in Webarchiven)  Info: Der Link wurde automatisch als defekt markiert. Bitte prüfe den Link gemäß Anleitung und entferne dann diesen Hinweis. bei pardo.ch, 18. Juli 2017 (abgerufen am 20. Juli 2017).
7. ↑  A tribute to... Award geht an Todd Haynes. Abgerufen am 8. Februar 2024 (englisch).
8. ↑  Todd Haynes wird Jurypräsident der Berlinale 2025. In: berlinale.de, 14. November 2024 (abgerufen am 14. November 2024).
9. ↑  Die Gewinner*innen des 39. Teddy Award. In: blog.teddyaward.tv. 21. Februar 2025, abgerufen am 22. Februar 2025.
10. ↑  Jessica Chastain bekommt Golden Icon Award. In: zff.com. 14. September 2023, abgerufen am 18. September 2023.

| Personendaten    | Personendaten                                            |
| ---------------- | -------------------------------------------------------- |
| NAME             | Haynes, Todd                                             |
| KURZBESCHREIBUNG | US-amerikanischer Regisseur, Drehbuchautor und Produzent |
| GEBURTSDATUM     | 2. Januar 1961                                           |
| GEBURTSORT       | Los Angeles, Kalifornien, Vereinigte Staaten             |